# St Enoch Square Travel Centre

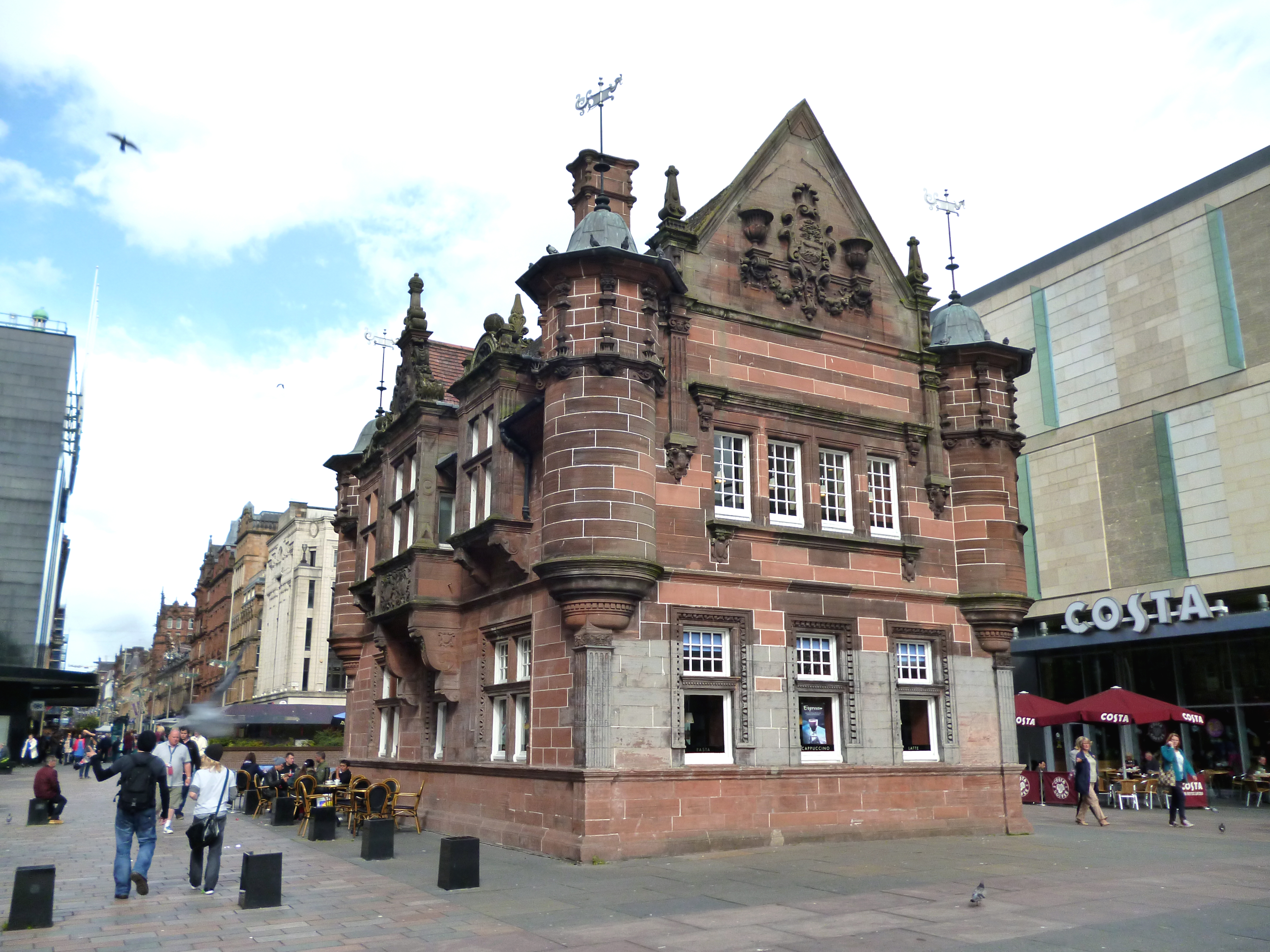
St Enoch Square Travel Centre

Das St Enoch Square Travel Centre ist ein Geschäftsgebäude und ehemaliges Bahnhofsgebäude in der schottischen Stadt Glasgow. 1970 wurde das Bauwerk als Einzeldenkmal in die schottischen Denkmallisten in der höchsten Denkmalkategorie A aufgenommen.

## Geschichte
Bei dem Gebäude handelte es sich ursprünglich um den Zugang zum U-Bahnhof St Enoch neben dem ehemaligen Bahnhof St Enoch. Es wurde 1897 nach einem Entwurf des schottischen Architekten James Miller erbaut. Zwischenzeitlich wurde der U-Bahnhof modernisiert und dabei mit modernen Abgängen versehen. Das obsolete Gebäude wurde in der Folge zu einem Geschäftsgebäude umgenutzt.

## Beschreibung
Das St Enoch Square Travel Centre steht inmitten des St Enoch Square südlich des Glasgower Stadtzentrums. Das zweistöckige Gebäude ist im Stile der flämischen Neorenaissance ausgestaltet. An allen vier Gebäudekanten kragen markante Tourellen mit schmückenden Pilastern und geschwungenen Dächern aus. An der Nordfassade befindet sich das weite, rundbögige Eingangsportal. Ornamentierte Faschen fassen die flankierenden kleinen Fenster ein. Darüber ist ein Balkon auf massiven Konsolen gelagert. Der skulpturierte Giebel ist mit Akroterien ornamentiert. Eine stilisierte Ädikula fasst die Uhr im Giebeldreieck ein. Die übrigen Fassaden sind ähnlich ausgestaltet, jedoch in Details schlichter. Die abschließenden Dächer sind mit Schiefer eingedeckt.